# Новомоисеевский
Новомоисе́евский — хутор в Пролетарском районе Ростовской области.
Входит в состав Дальненского сельского поселения.

## Население
| 2010 |
| ---- |
| 530  |

## Улицы
| - ул. Казачья, - ул. Механизаторов, - ул. Молодёжная, - ул. Точка 1, | - ул. Точка 2, - ул. Точка 3, - ул. Точка 4, - ул. Школьная. |